# Willy De Bruyn
Willem „Willy“ Maurits De Bruyn, geboren als Elvira (Elvire) Debruyn, (* 4. August 1914 in Erembodegem; † 13. August 1989 in Antwerpen) war ein belgischer Radrennfahrer.

## Leben und Werdegang
Zwischen 1934 und 1937 wurde Willy De Bruyn viermal Weltmeisterin im Straßenrennen. Diese Weltmeisterschaften waren inoffiziell, da sie nicht vom Weltradsportverband Union Cycliste Internationale organisiert wurden, sondern auf private Initiative zurückgingen.
So wurden die Weltmeisterschaften 1934 in Antwerpen vom belgischen Sportpromoter Jos De Stobbeleire ausgeschrieben, obwohl Radrennen für Frauen dort eigentlich verboten waren. De Stobbeleires Plan erregte großes öffentliches Aufsehen und Tausende von Zuschauern säumten die Rennstrecke. Nach Berichten des niederländischen Sportfunktionärs Gerard Bosch van Drakestein, der dem Rennen beiwohnte, wurden von den angekündigten 50.000 Francs Preisgeld jedoch nur 7.500 ausgezahlt und eine internationale Beteiligung vorgetäuscht, indem niederländische Fahrerinnen als deutsche oder luxemburgische Meisterinnen angekündigt wurden.
De Bruyn gewann das Rennen mit einer Zeit von zwei Stunden, 41 Minuten und 56 Sekunden über 90 Kilometer, was einer Durchschnittsgeschwindigkeit von 33 km/h entsprach. Ihre niederländische Konkurrentin Mien van Bree bescheinigte ihr einen „männlichen Fahrstil“.
Im Jahr 1937 erklärte De Bruyn, dass er ein Mann sei und änderte seinen Namen in „Willem Maurits Debruyne“. Ab April 1937 erschien in der Tageszeitung De Dag die Serie „Hoe ik van vrouw man werd“ („Wie ich von einer Frau zu einem Mann wurde“) über ihn. Willy Debruyne fuhr weiterhin Radrennen, allerdings ohne Erfolg. Er heiratete und eröffnete das Café Dedenderleeuw in Brüssel in der Nähe des Gare du Nord.